# Liste de festivals de reggae

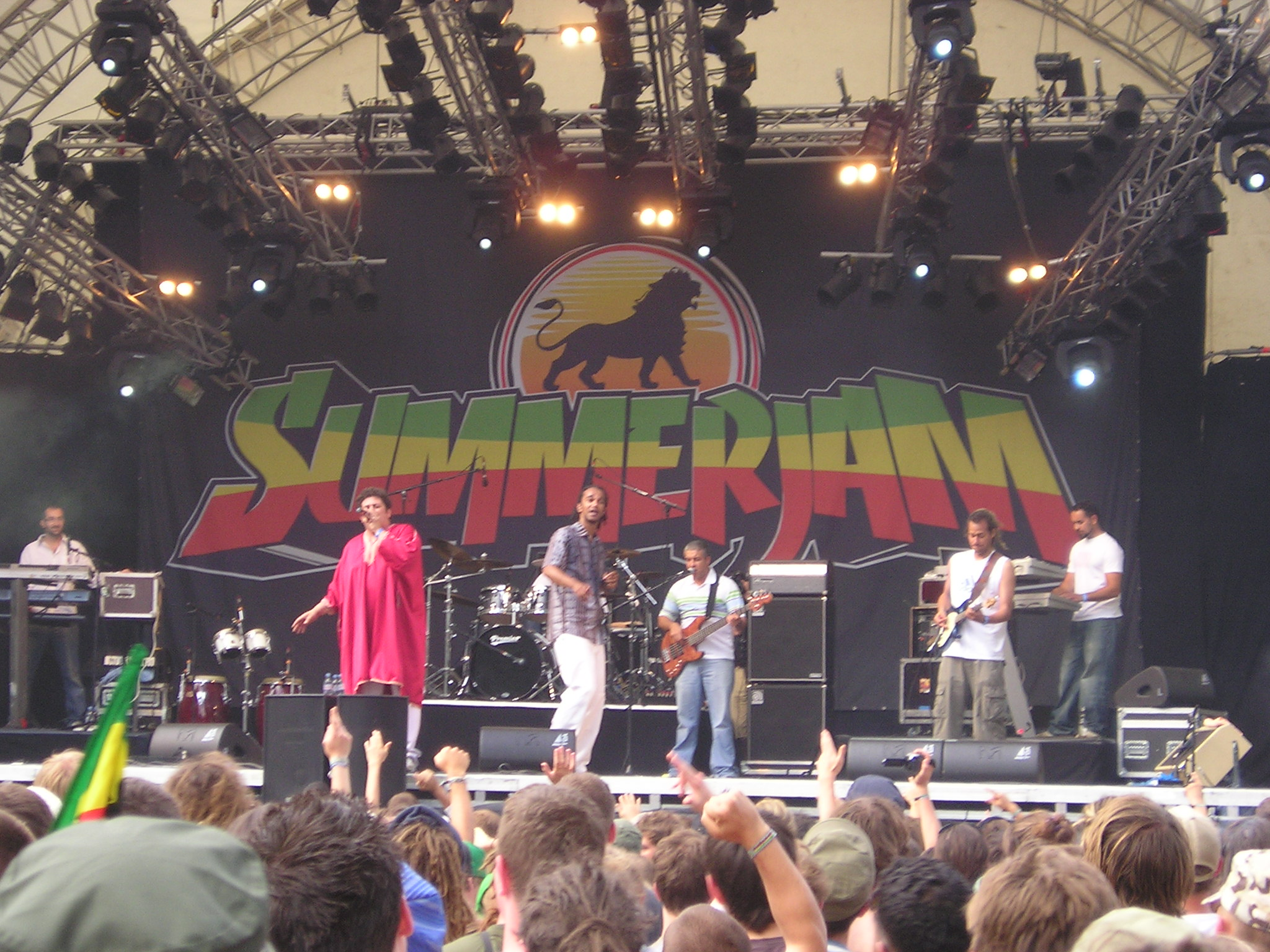
Scène du Summerjam en 2008

Liste de festivals dont la programmation est entièrement ou majoritairement orientée en reggae et aux genres associés.

## Allemagne
- Summerjam (Cologne)[1]

## Espagne
- Rototom Sunsplash (Benicàssim, anciennement à Osoppo, Italie)[1]

## France
- Cayenne Reggae Festival (Cayenne)[2]
- Garance Reggae Festival (Bagnols-sur-Cèze) (1989-2014)[3]
- No Logo Festival[4] et No Logo BZH[5] (Fraisans et Fort de Saint-Père)
- Reggae Sun Ska Festival (Vertheuil)[6]

## Jamaïque
- Reggae Sunsplash[7]

## Pays-Bas
- Reggae Sundance (Eindhoven)[8]